# Лямзін Володимир Володимирович
Лямзін Володимир Володимирович (нар. 7 березня 1976, Київ) — полковник Збройних сил України, начальник Управління цивільно-військового співробітництва.